# Centrale thermique du Sud
Pour les articles homonymes, voir CTS.
La centrale thermique du Sud (CTS) est une centrale thermique de l'île Maurice, à Maurice. Mise en service en 2005, elle fonctionne avec du charbon et est exploitée par la Compagnie Thermique du Sud, ou CTDS, détenue à 25 % par l'entreprise française Séchilienne-Sidec.